# أوتو فلاكه
أوتو فلاكه Otto Flake (ولد في 29 أكتوبر 1880 في ميتس – ومات في 10 نوفمبر 1963 في بادن بادن) هو أديب ألماني.

## حياته
درس اللغة الألمانية وأدبها والفلسفة وتاريخ الفن في شتراسبورج. عمل في باريس وبرلين، حيث كان يكتب بانتظام في Neue Rundschau، ثم أصبح من الكتاب المشهورين أثناء جمهورية فايمار. في تلك الفترة قام بالعديد من الرحلات دونها في مجموعة مقالات بعنوان Das Logbuch نشر في 1917 لدى نشر فيشر. أثناء الحرب العالمية الثانية عمل فلاكه في الإدارة المدنية في بروكسل. وفي بداية عام 1918 عمل لبعض الوقت رئيسا للركن الأدبي في الصحيفة المؤسسة حديثا Deutsche Allgemeine Zeitung في برلين، وفي نهاية الحرب استقر به المقام في زيورخ وانخرط في أوساط الدادائيين. وظل يعيش منذ عام 1928 في بادن بادن مع عائلته.
وفي عام 1933 وقع فلاكه مع آخرين من زملائه الكتاب خطاب دعم إلى أدولف هتلر، الذي طلبه منهم الناشر سأمويل فيشر لتقديم الدعم لدار نشره (وكان فيشر قد صنف على أنه من اليهود من قبل النازيين). بالإضافة إلى ذلك فقد كانت زوجته الخامسة نصف يهودية، واعتقد أنه يستطيع حمايتها بتوقيعه هذا. وقد انتقد هذا التصرف من قبل توماس مان وبرتولت بريشت وألفريد دوبلن نقدا شديدا.
وبعد نهاية الحرب تم تعيين فلاكه من قبل قوات الاحتلال الفرنسية مستشاراً ثقافياً لبادن بادن، وتميزت تلك الفترة بالكثير من المعارض والأمسيات التي ساعد في إقامتها. مات فلاكه في 10 نوفمبر 1963 في بادن بادن، وتحتفظ مكتبة المدينة هناك بإرثه الأدبي. وقد تزوج فلاكه خمس مرات إلا أن زوجاته كن أربع فقط، لأنه تزوج أم ابنته إيفا ماريا مرتين.

## من أعماله
- مذكراته بعنوان Das Logbuch 1917
- التحول (أقصوصة 1919)
- وأتى المساء (سيرة ذاتية).
- ليال ٍ فنلندية (قصص)
- عن النساء

## روابط خارجية
- أوتو فلاكه على موقع مونزينجر (الألمانية)